# Haris Cirak
Haris Cirak, född 14 mars 1995, är en svensk fotbollsspelare som senast spelade för Gais i superettan 2020.

## Karriär
Ciraks moderklubb är Eskilstuna City. Inför säsongen 2015 gick han till AFC Eskilstuna, men hans tid i klubben präglades av skador. Han spelade därefter två år i Norge, där han fick vara skadefri och utvecklades som spelare.
Den 9 augusti 2019 värvades Cirak av Gais på ett kontrakt säsongen ut. Han blev korsbandsskadad redan i sin fjärde match med Gais, men klubben var ändå så pass imponerad av Cirak att man förlängde kontraktet till 2022. I januari 2021 kom parterna dock överens om att bryta kontraktet.